# Pablo ou la vie dans les pampas
Pablo ou la vie dans les Pampas (Pablo o la vida en las pampas) es una novela de la escritora argentina Eduarda Mansilla, obra de la literatura gauchesca. 
Fue escrita en francés y publicada en París mientras su autora residía en Francia acompañando a su esposo Manuel Rafael García Aguirre, diplomático del gobierno argentino. Primero apareció en entregas en la revista L’artiste, de Arsène Houssaye y luego fue editada como libro por la editora E. Lachaud, en 1869.

## Recepción y ediciones posteriores
La obra fue elogiada por Eduardo Laboulaye, quien expresó: 

“Me ha hecho vivir en un país que jamás he visto y que probablemente no veré nunca; me ha hecho comprender sentimientos y pasiones que no tienen el mismo ardor ni se presentan con el mismo aspecto bajo nuestro clima frío. En su novela, se ve la pampa con su inexorable serenidad durante el día, con su animación durante la noche. Se interesa uno por Pablo, su madre, su novia; se siente al gaucho malo, separado de la vida común”.

Otros destacados escritores franceses elogiaron con entusiasmo esta obra, que algunos consideran como la más importante de Eduarda Mansilla. Fue traducida al castellano por su hermano Lucio Victorio Mansilla y publicada en el diario “La Tribuna” en capítulos. Pese a no tener un conocimiento directo de la vida en las pampas, Eduarda trazó un paisaje histórico costumbrista de gran valía. 
Como expresa Noemí Vergara de Bietti: 

Pese a su atavío francés y al lugar distante donde fue concebida, “Pablo o la vida en las pampas”, novela de asunto histórico y ambiente gauchesco es “apasionadamente argentina” el romance de la vida de nuestros campos en los días felices en que la autora respiraba el aire de su tierra. Nada revela el afán de esnobismo que pudiera presumirse en una novela sobre el país, escrita en otro idioma.

Posteriormente se publicó una traducción al castellano bajo el título Pablo o la vida en las Pampas, por la editorial Confluencia en el año 1999.
En 2007 la Biblioteca Nacional Argentina editó la novela en su Colección Los Raros, basada en la traducción de Lucio Victorio Mansilla, con un estudio preliminar de María Gabriela Mizraje. Por la pertenencia de Eduarda Mansilla a la tradición cultural argentina y por el soslayo con que se observaron o saltearon sus obras durante mucho más de un siglo, igual que las de otras escritoras argentinas del período, como Mariquita Sánchez, Juana Manso, Juana Manuela Gorriti o Josefina Pelliza de Sagasta, esta edición contribuyó a difundir el patrimonio cultural argentino. 